# دونالد إل. غراهام
دونالد إل. غراهام (بالإنجليزية: Donald L. Graham)‏ هو محامي وقاضي أمريكي، ولد في 15 ديسمبر 1948 في ساليسبري في الولايات المتحدة.